# ヴェネツィアの潟

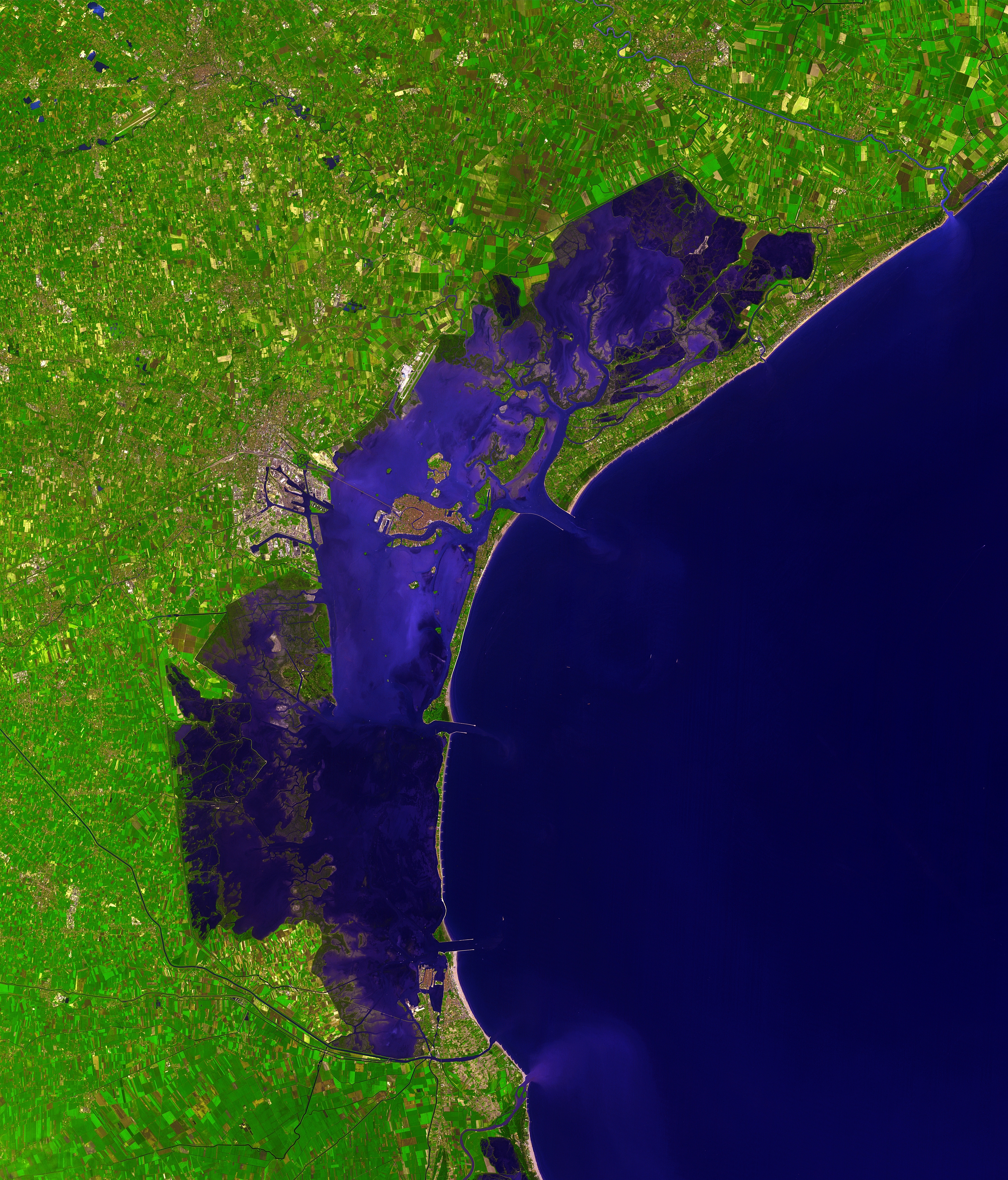
ヴェネタ潟の衛星画像

ヴェネツィアの潟（ヴェネツィアのかた、イタリア語: Laguna di Venezia）またはヴェネタ潟（ヴェネタがた、イタリア語: Laguna Veneta）は、アドリア海北部の潟（ラグーナ）のひとつで、ヴェネト州の海岸沿いにある。いまから6、7千年前に氷河が融け、アドリア海岸に海が広がったが、現在は南方にあるポー川からの土砂が堆積し、砂州や潟が出来てきた。15、16世紀から人々により干潟にする努力がなされてきた。元々、沼地であった島々は灌漑により人が住めるようになったのである。

## 島

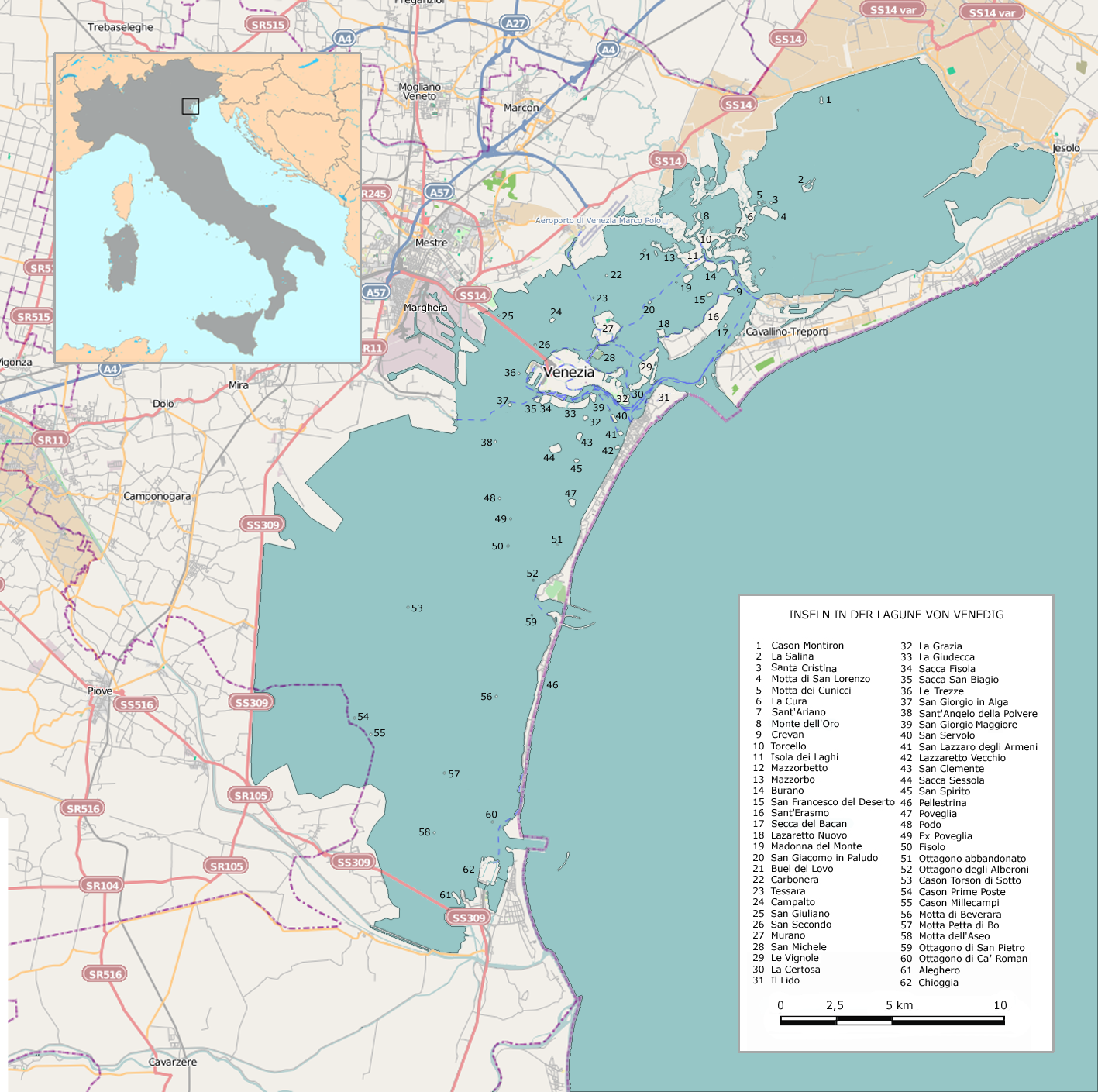
ヴェネタ潟に浮かぶ島々

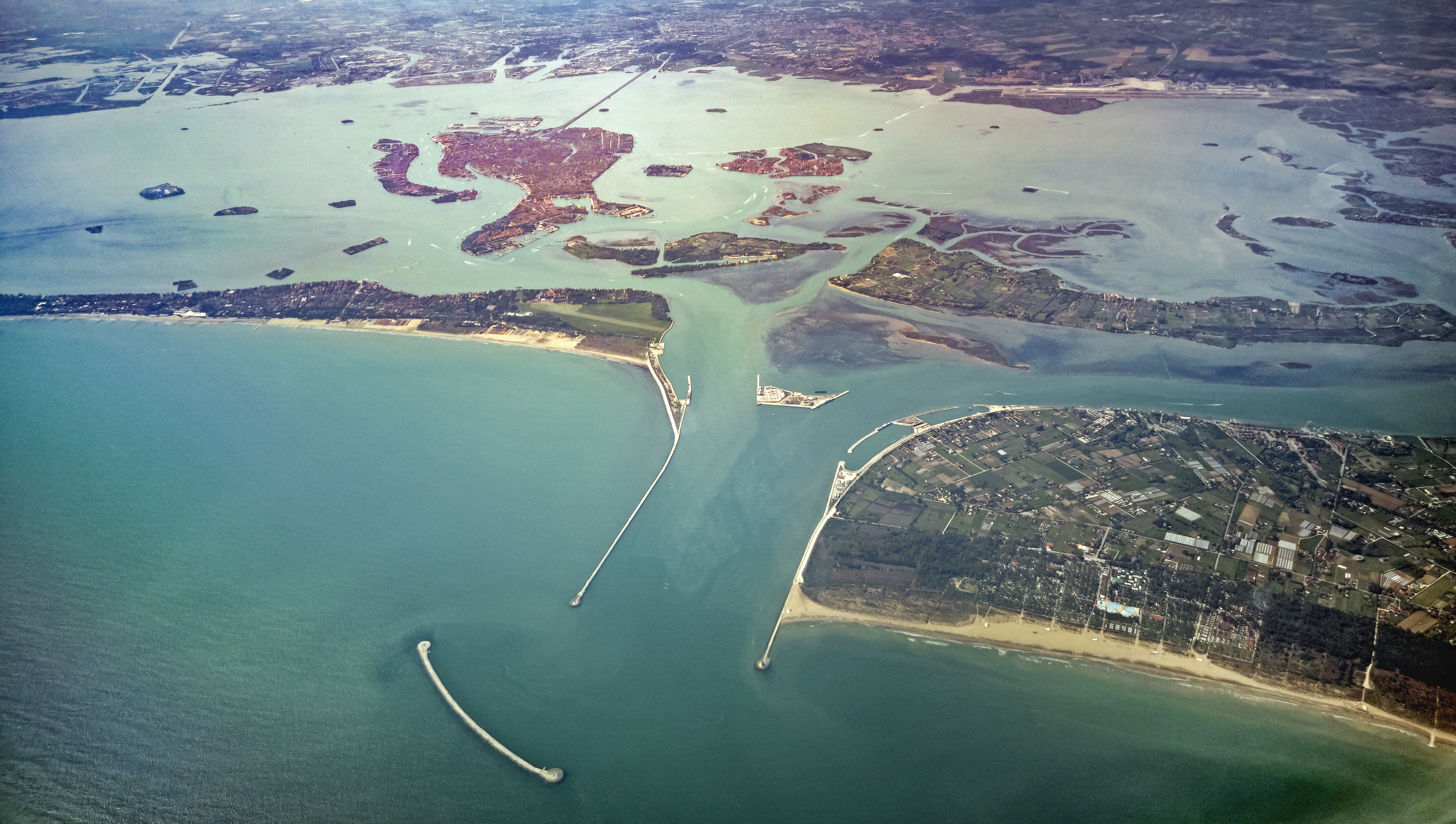
上空から見たヴェネタ潟の島々。中央奥にはヴェネツィアと本土を繋ぐリベルタ橋が見える。

大きな島々を面積順に並べる（海岸線や海岸から離れた部分を除く）:
- ヴェネツィア本島（Venezia） 5.17km2
- サンテラズモ島（Sant'Erasmo） 3.26km2
- ムラーノ島（Murano） 1.17km2
- キオッジャ島（Chioggia） 0.67km2
- ジュデッカ島（Giudecca） 0.59km2
- マッツォルボ島（イタリア語版）（Mazzorbo） 0.52km2
- トルチェッロ島（Torcello） 0.44km2
- サンテーレナ島（イタリア語版）（Sant'Elena） 0.34km2
- ラ・チェルトーザ島（イタリア語版）（La Certosa） 0.24km2
- ブラーノ島（Burano） 0.21km2
- トロンケット島（Tronchetto） 0.18km2
- サッカ・フィゾーラ島（イタリア語版）（Sacca Fisola） 0.18km2
- サン・ミケーレ島（San Michele） 0.16km2
- サッカ・セッソラ島（イタリア語版）（Sacca Sessola） 0.16km2
- サンタ・クリスティーナ島（イタリア語版）（Santa Cristina） 0.13km2

その他の島々:
- カヴァッリーノ島（Cavallino）
- ラッツァレット・ヌオーヴォ島（イタリア語版）（Lazzaretto Nuovo）
- ラッツァレット・ヴェッキオ島（イタリア語版）（Lazzaretto Vecchio）
- リード島（Lido）
- ペッレストリーナ島（Pellestrina）
- ポヴェーリア島（Poveglia）
- サンタンジェロ・デッラ・ポルヴェレ島（イタリア語版）（Sant'Angelo della Polvere）
- サン・クレメンテ島（San Clemente）
- サン・フランチェスコ・デル・デゼルト島（イタリア語版）（San Francesco del Deserto）
- サン・ジョルジョ・イン・アルガ島（イタリア語版）（San Giorgio in Alga）
- サン・ジョルジョ・マッジョーレ島（San Giorgio Maggiore）
- サン・ラッツァロ・デッリ・アルメーニ島（イタリア語版）（San Lazzaro degli Armeni）
- サンタ・マリア・デッラ・グラーツィア島（イタリア語版）（Santa Maria della Grazia）
- サン・ピエトロ・ディ・カステッロ島（イタリア語版）（San Pietro di Castello）
- サン・セルヴォーロ島（San Servolo）
- サント・スピーリト島（イタリア語版）（Santo Spirito）
- ソットマリーナ島（イタリア語版）（Sottomarina）
- ヴィニョーレ島（イタリア語版）（Vignole）

## 自然保護区
ヴェネツィア県カンパーニャ・ルーピアのヴァッレ・アヴェルト（Valle Averto）にある養魚池として改造された潟湖など 500 ha が、ラムサール条約の定める「国際的に重要な湿地」に登録されている。